# سپرچگان
سپرچگان (به لاتین: Scutellidae) تیره‌ای از سکه‌های شنی (خارپشت‌های دریایی تخت) در ابرتیرهٔ Scutellidea است. همه سرده‌ها به‌جز Scaphechinus منقرض شده‌اند.

## سرده‌ها
تا تاریخ ۲۰۱۷, World Register of Marine Species recognizes the following seven genera in this family:
- † Allaster Nisiyama,، 1968
- † Parascutella Durham، 1953
- † Remondella Durham، 1955
- † Samlandaster Lambert، در Lambert & Thiéry، 1914
- Scaphechinus A. Agassiz، 1864
- † سپرچه‌ها Lamarck، 1816
- † (خارپشت دریایی) Tournouër، 1869

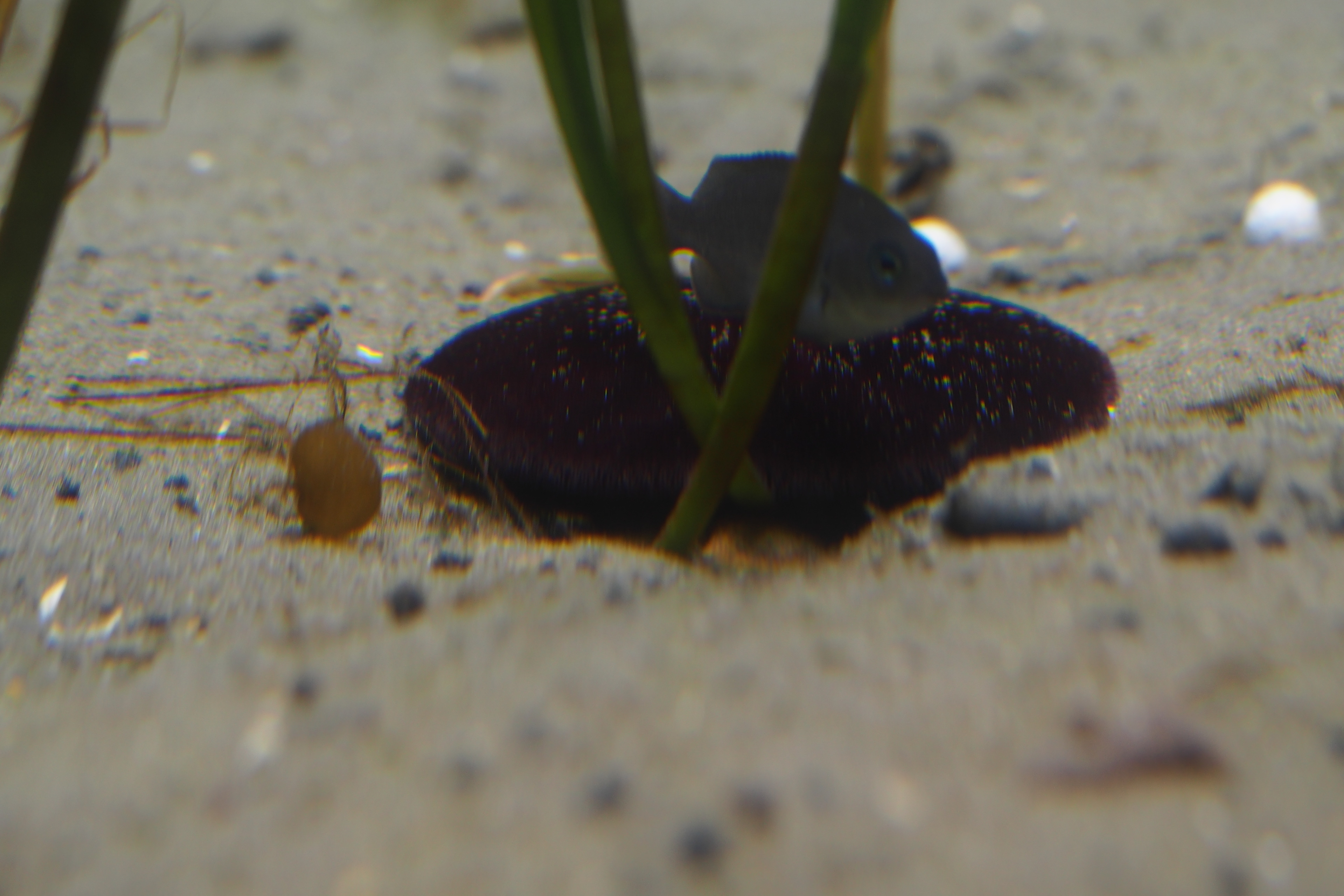
Scaphechinus mirabilis (پارک سوما آکوالیف،کوبه، ژاپن)
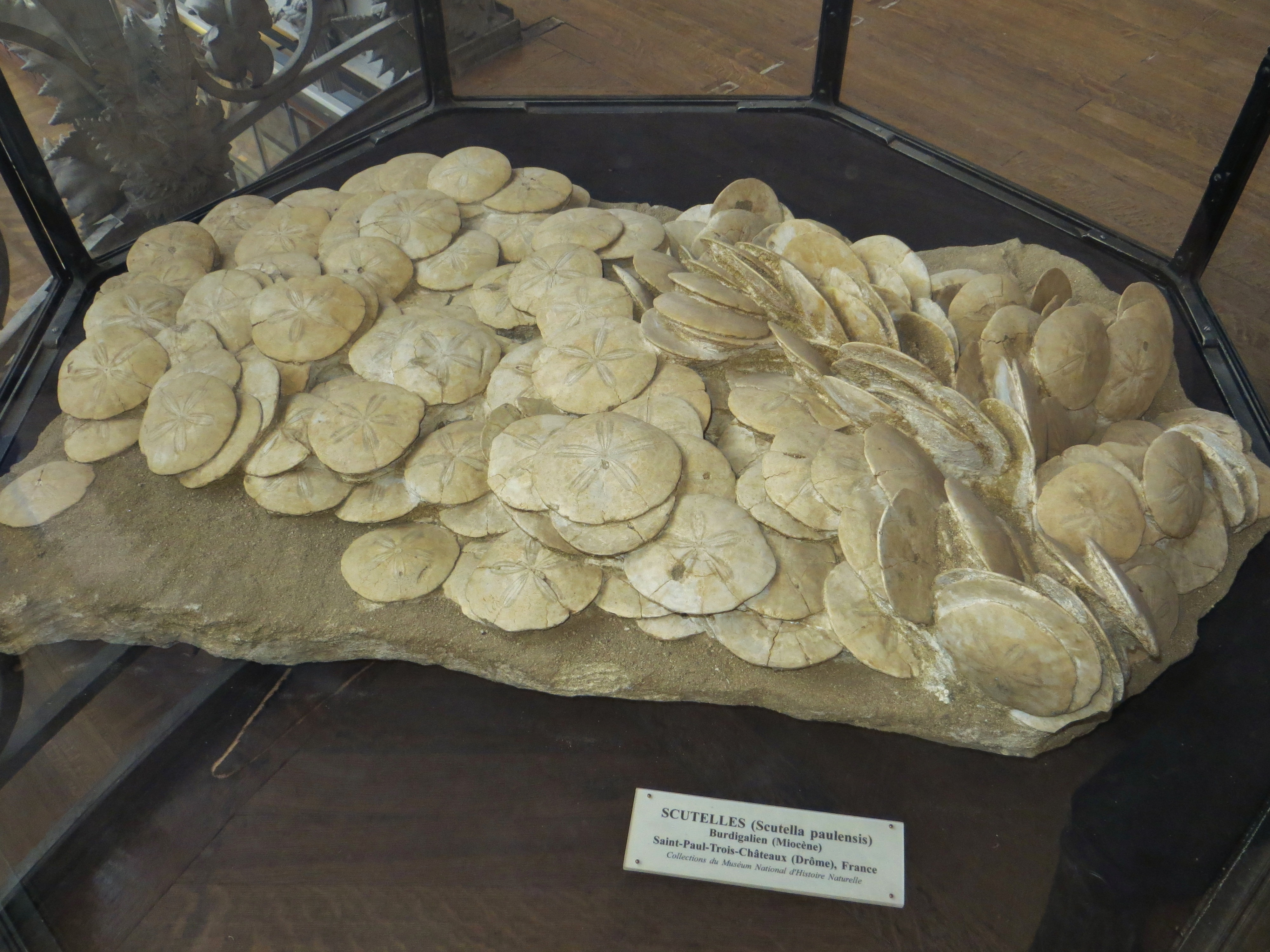
Scutella paulensis (MNHN)
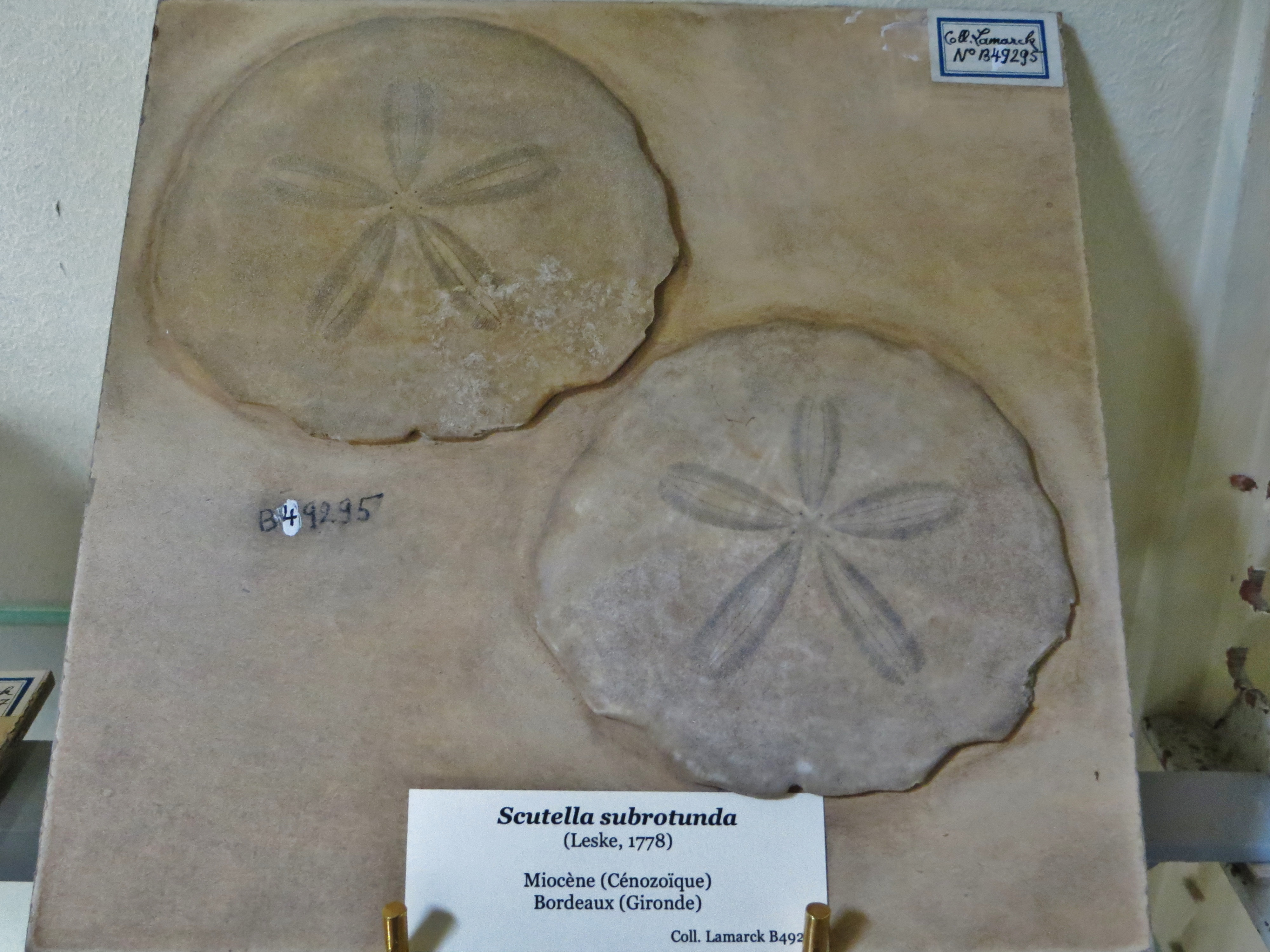
Scutella subrotunda (MNHN)